# Hannah Brandt
Hannah Elizabeth Brandt (* 27. November 1993 in Maplewood, Minnesota) ist eine US-amerikanische Eishockeyspielerin, die seit 2023 für die Boston Fleet in der Professional Women’s Hockey League spielt. Brandt gehört seit dem Jahr 2012 der Frauen-Eishockeynationalmannschaft der Vereinigten Staaten an und ist mehrfache Weltmeisterin sowie Olympiasiegerin. Ihre Adoptivschwester Marissa Brandt ist Mitglied der südkoreanischen Frauennationalmannschaft.

## Karriere
Brandt, die gemeinsam mit ihrer Adoptivschwester Marissa in den Vororten Minneapolis aufwuchs, kam über den Eiskunstlauf zum Eishockey. Ihre ältere Schwester strebte ihr dabei nach und so spielten sie zwischen 2009 und 2011 gemeinsam für das Schulteam der Hill-Murray High School. Während ihre Schwester im Jahr 2011 ihren High-School-Abschluss machte und zum folgenden Schuljahr am Gustavus Adolphus College studierte, nahm die talentiertere Hannah mit der US-amerikanischen U18-Landesauswahl an der U18-Frauen-Weltmeisterschaft 2011 teil. Dort gewann sie mit dem Team die Goldmedaille.

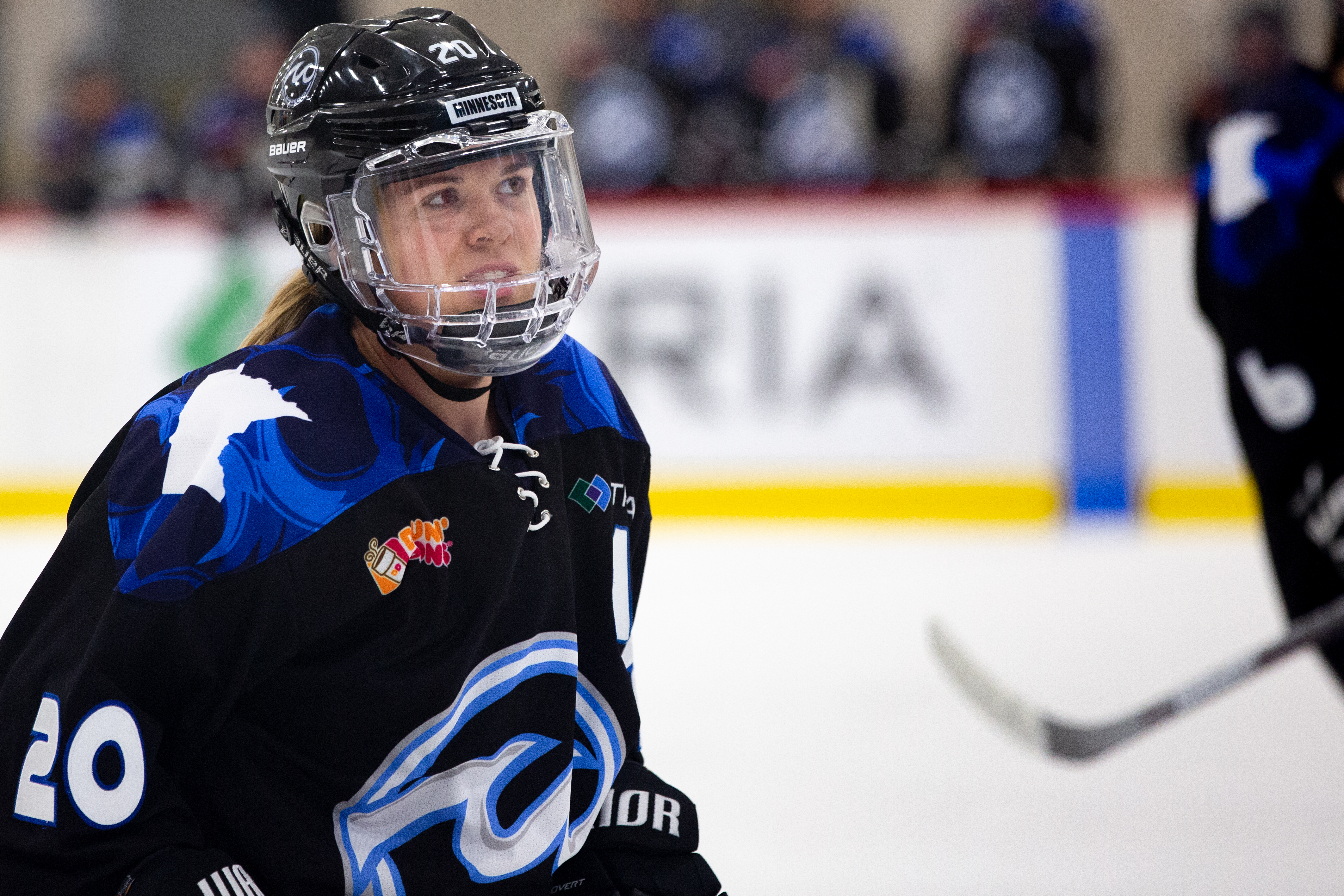
Brandt im Trikot der Minnesota Whitecaps

Im folgenden Jahr machte Brandt schließlich ihren Abschluss an der High School und erhielt daraufhin ein Stipendium an der University of Minnesota. Während sie parallel zu ihrem Studium mit dem Universitätsteam in der Western Collegiate Hockey Association, einer der Top-Divisionen der National Collegiate Athletic Association auflief, spielte ihre Adoptivschwester mit dem Gustavus Adolphus College in der Division III der NCAA. Hannah Brandt entwickelte sich als Spielerin der Golden Gophers zur Nationalspielerin und bestritt mit der Weltmeisterschaft 2012 als 18-Jährige ihr erstes Turnier mit der Frauen-Eishockeynationalmannschaft der Vereinigten Staaten. Dort gewann die Stürmerin die Silbermedaille.
Trotz dieses Erfolgs gelang es der Offensivspielerin nicht, sich in den Folgejahren dauerhaft im US-Team zu etablieren. Umso erfolgreicher verlief jedoch ihre Collegekarriere, die sie im Jahr 2016 mit dem dritten Gewinn des nationalen Landestitels der NCAA abschloss. Für die Nationalmannschaft kam Brandt lediglich bei der Weltmeisterschaft 2015 zum Einsatz, allerdings gewann sie mit den US-Girls den Weltmeistertitel. Zur Saison 2016/17 folgte schließlich der Wechsel in den Profibereich. Statt jedoch in eine der großen nordamerikanischen Ligen zu wechseln, schloss sie sich im Sommer 2016 den ligaunabhängigen Minnesota Whitecaps an, die lediglich Freundschaftsspiele gegen Teams von NCAA-Universitäten und High Schools bestritten. Dennoch war Brandt bei der Weltmeisterschaft 2017 erneut Mitglied des US-Teams und gewann ihre zweite Goldmedaille. Zur Saison 2017/18 ließ sich Brandt vom US-amerikanischen Eishockeyverband USA Hockey rekrutieren, um frühzeitig mit der Vorbereitung auf die Olympischen Winterspiele 2018 in Pyeongchang zu beginnen, bei denen sie mit den US-Amerikanerinnen die Goldmedaille gewann. Ihre Adoptivschwester war unter ihrem Geburtsnamen Park Yoon-jung Mitglied des gesamtkoreanischen Eishockeyteams.
Zur Saison 2018/19 wurde Brandt mit ihrer Vereinsmannschaft in die National Women’s Hockey League aufgenommen, wo sie mit den Whitecaps auf Anhieb den Isobel Cup, die Meisterschaftstrophäe der Liga, gewann. Zudem wurde sie wenige Wochen später mit den Vereinigten Staaten im Rahmen der Weltmeisterschaft 2019 erneut Weltmeisterin. Im Sommer 2019 schloss sie sich der Boykottbewegung ehemaliger Spielerinnen der Canadian Women’s Hockey League an und trat später der Professional Women’s Hockey Players Association bei. Für diese ging sie bei Promotions-Spielen  aufs Eis. Bei den Olympischen Winterspielen 2022 in Peking gewann sie die Silbermedaille, genauso wie bei der Weltmeisterschaft 2022 einige Monate später.
Im Jahr 2023 wurde aus der PWHPA heraus die Professional Women’s Hockey League gegründet. Brandt wurde beim ersten PWHL-Draft in der fünften Runde vom Team PWHL Boston ausgewählt, bei dem sie im November 2023 einen Einjahresvertrag erhielt.

## Erfolge und Auszeichnungen
| - 2013 WCHA-Meisterschaft mit der University of Minnesota - 2013 NCAA-Division-I-Championship mit der University of Minnesota - 2015 NCAA-Division-I-Championship mit der University of Minnesota - 2016 NCAA-Division-I-Championship mit der University of Minnesota | - 2019 Teilnahme am NWHL All-Star Game - 2019 Isobel-Cup-Gewinn mit den Minnesota Whitecaps - 2019 NWHL Foundation Award |

### International
| - 2011 Goldmedaille bei der U18-Frauen-Weltmeisterschaft - 2012 Silbermedaille bei der Weltmeisterschaft - 2015 Goldmedaille bei der Weltmeisterschaft - 2017 Goldmedaille bei der Weltmeisterschaft | - 2018 Goldmedaille bei den Olympischen Winterspielen - 2019 Goldmedaille bei der Weltmeisterschaft - 2022 Silbermedaille bei den Olympischen Winterspielen - 2022 Silbermedaille bei der Weltmeisterschaft |

## Karrierestatistik
Stand: Ende der Saison 2022/23

### International
Vertrat die USA bei:
| - U18-Frauen-Weltmeisterschaft 2011 - Weltmeisterschaft 2012 - Weltmeisterschaft 2015 - Weltmeisterschaft 2017 | - Olympischen Winterspielen 2018 - Weltmeisterschaft 2019 - Olympischen Winterspielen 2022 - Weltmeisterschaft 2022 |

(Legende zur Spielerstatistik: Sp oder GP = absolvierte Spiele; T oder G = erzielte Tore; V oder A = erzielte Assists; Pkt oder Pts = erzielte Scorerpunkte; SM oder PIM = erhaltene Strafminuten; +/− = Plus/Minus-Bilanz; PP = erzielte Überzahltore; SH = erzielte Unterzahltore; GW = erzielte Siegtore; 1 Play-downs/Relegation; Kursiv: Statistik nicht vollständig)